# مقاطعة برينس إدورد (فيرجينيا)
 مقاطعة برينس إدورد  (بالإنجليزية:  Prince Edward County)‏ هي إحدى المقاطعات في ولاية فيرجينيا في الولايات المتحدة الأمريكية.

## أعلام
- كليمنت ك. ديكنسون
- روبرت وليامز
- ستيرلينغ برايس
- جون ناثانيل كوتش
- توماس واكتينز ليجون